# 훙두라쓰
훙두라쓰(중국어: 洪都拉斯, 병음: Hóngdūlāsī, 한자음: 홍도랍사, 본명: 훙성더(중국어: 洪勝德, 병음: Hóng Shèngdé, 한자음: 홍승덕), 1965년 9월 29일 ~ )는 타이완의 방송인, 배우이다. 예명인 훙두라쓰는 중국어로 "온두라스"를 뜻한다.